# Xã Aurelius, Quận Washington, Ohio
Xã Aurelius (tiếng Anh: Aurelius Township) là một xã thuộc quận Washington, tiểu bang Ohio, Hoa Kỳ. Năm 2010, dân số của xã này là 422 người.